# ستژکنچینو
ستژکنچینو (به لهستانی:  Strzekęcino) یک روستا در لهستان است که در گمینا شویشنو واقع شده‌است. ستژکنچینو ۶۳۲ نفر جمعیت دارد.